# Olha-Melanija Kultschyzka

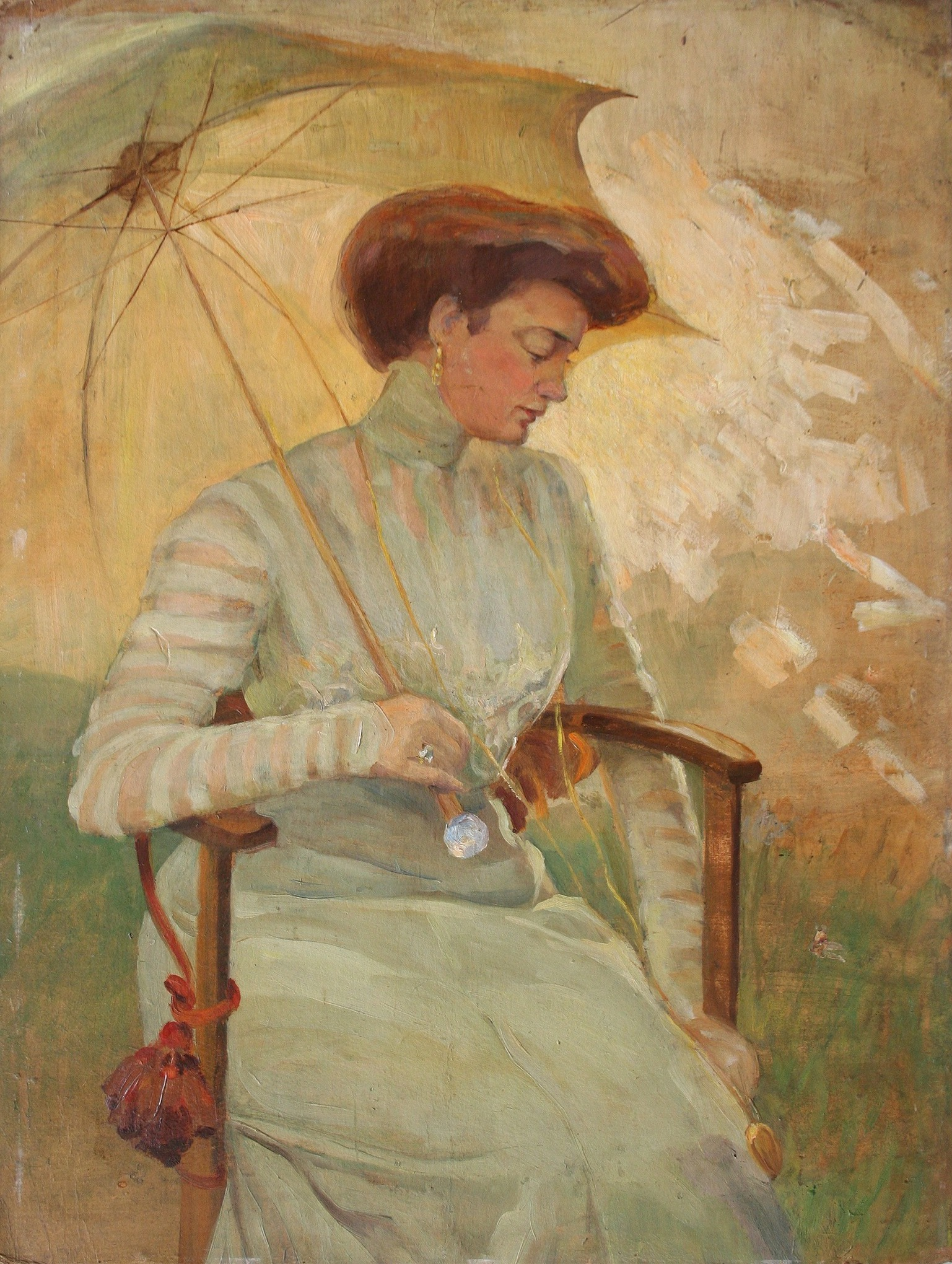
Olena Kultschyzkas Porträt ihrer Schwester (1919)

Olha-Melanija Lwiwna Kultschyzka (ukrainisch Ольга-Меланія Львівна Кульчицька, * 30. April 1873 in Ustetschko, Galizien; † 29. März 1940 in Lwiw) war eine ukrainische dekorative Kunsthandwerkerin und Lehrerin.

## Biografie
1894 schloss sie eine Klosterschule in Lwiw ab. Von 1901 bis 1902 besuchte sie die Professionelle Hochschule für dekorative und angewandte Kunst in Lwiw. Von 1909 bis 1938 stellte sie etwa 80 Teppiche und Wandteppiche her.  Von 1911 bis 1937 unterrichtete Kultschyzka Kunsthandwerk am Ukrainischen Mädcheninstitut in Przemyśl. 1919 wurden Olha, ihre Schwester Olena und andere öffentliche Personen aus Przemyśl wegen ihres bürgerlichen Engagements während des Ersten Weltkriegs und ihrer Teilnahme an Hilfsaktionen in Lagern für internierte Ukrainer von den polnischen Behörden in einem Lager in Tarnobrzeg interniert.
Olha war eine Mitbegründerin des Zweigs der Ukrainischen Frauenunion in Przemyśl. 1921 gründeten sie und ihre Schwester in Przemyśl das Komitee „Von Bruder zu Bruder“, um Kindern von Emigranten aus der Dnepr-Ukraine zu helfen. Olha organisierte eine Schule für Mädchen, in der sie ihnen das Nähen und Sticken beibrachte. Sie half bei der Organisation von Bildungskursen für Erwachsene und Analphabeten in galizischen Dörfern. Seit 1925 arbeitete sie für die Frauenzeitschrift Nowa Hata (Neues Haus), in der ihre Skizzen von Volksstickereien und Haushaltsgegenständen gezeigt wurden.
1938 zog sie nach Lwiw. Sie ist im Familiengrab auf dem Lytschakiwski-Friedhof beerdigt.